# Горем (переписна місцевість, Нью-Йорк)
Горем (англ. Gorham) — переписна місцевість (CDP) в США, в окрузі Онтаріо штату Нью-Йорк. Населення — 604 особи (2020).

## Географія
Горем розташований за координатами 42°47′59″ пн. ш. 77°8′5″ зх. д. / 42.79972° пн. ш. 77.13472° зх. д. (42.799644, -77.134654).  За даними Бюро перепису населення США в 2010 році переписна місцевість мала площу 4,91 км², уся площа — суходіл.

## Демографія
Згідно з переписом 2010 року, у переписній місцевості мешкало 617 осіб у 237 домогосподарствах у складі 175 родин. Густота населення становила 126 осіб/км².  Було 249 помешкань (51/км²).
Расовий склад населення:
| - 96,9 % — білих - 1,0 % — чорних або афроамериканців - 0,2 % — корінних американців - 0,2 % — азіатів - 1,6 % — осіб інших рас |

До двох чи більше рас належало 0,2 %. Частка іспаномовних становила 1,8 % від усіх жителів.
За віковим діапазоном населення розподілялося таким чином: 23,2 % — особи молодші 18 років, 62,9 % — особи у віці 18—64 років, 13,9 % — особи у віці 65 років та старші. Медіана віку мешканця становила 42,8 року. На 100 осіб жіночої статі у переписній місцевості припадало 86,4 чоловіків;  на 100 жінок у віці від 18 років та старших — 94,3 чоловіків також старших 18 років.
Середній дохід на одне домашнє господарство  становив 68 087 доларів США (медіана — 61 036), а середній дохід на одну сім'ю — 73 168 доларів (медіана — 61 929). 
Цивільне працевлаштоване населення становило 336 осіб. Основні галузі зайнятості: освіта, охорона здоров'я та соціальна допомога — 43,5 %, науковці, спеціалісти, менеджери — 16,4 %, роздрібна торгівля — 10,4 %, виробництво — 6,3 %.